# کالکوفن
کالکوفن (به آلمانی: Kalkofen) یک شهر در آلمان است که در دنرسبرگکرایس واقع شده‌است. کالکوفن ۲۰۷ نفر جمعیت دارد.